# Cantó de Reims-8
El cantó de Reims-8 és un cantó francès del departament del Marne, situat al districte de Reims. Té 2 municipis i part del de Reims.

## Municipis
- Champigny
- Saint-Brice-Courcelles
- Reims (part)

## Història
| Data d'elecció                           | Identitat               | Partit            | Qualitat |
| ---------------------------------------- | ----------------------- | ----------------- | -------- |
| 1973-1992                                | Jean-Claude Fontalirand | PS                |          |
| 1992-                                    | Alain Lescouet          | PS, Divers gauche |          |
| les dades anteriors no són pas conegudes |                         |                   |          |
|                                          |                         |                   |          |